# Johannes Bär

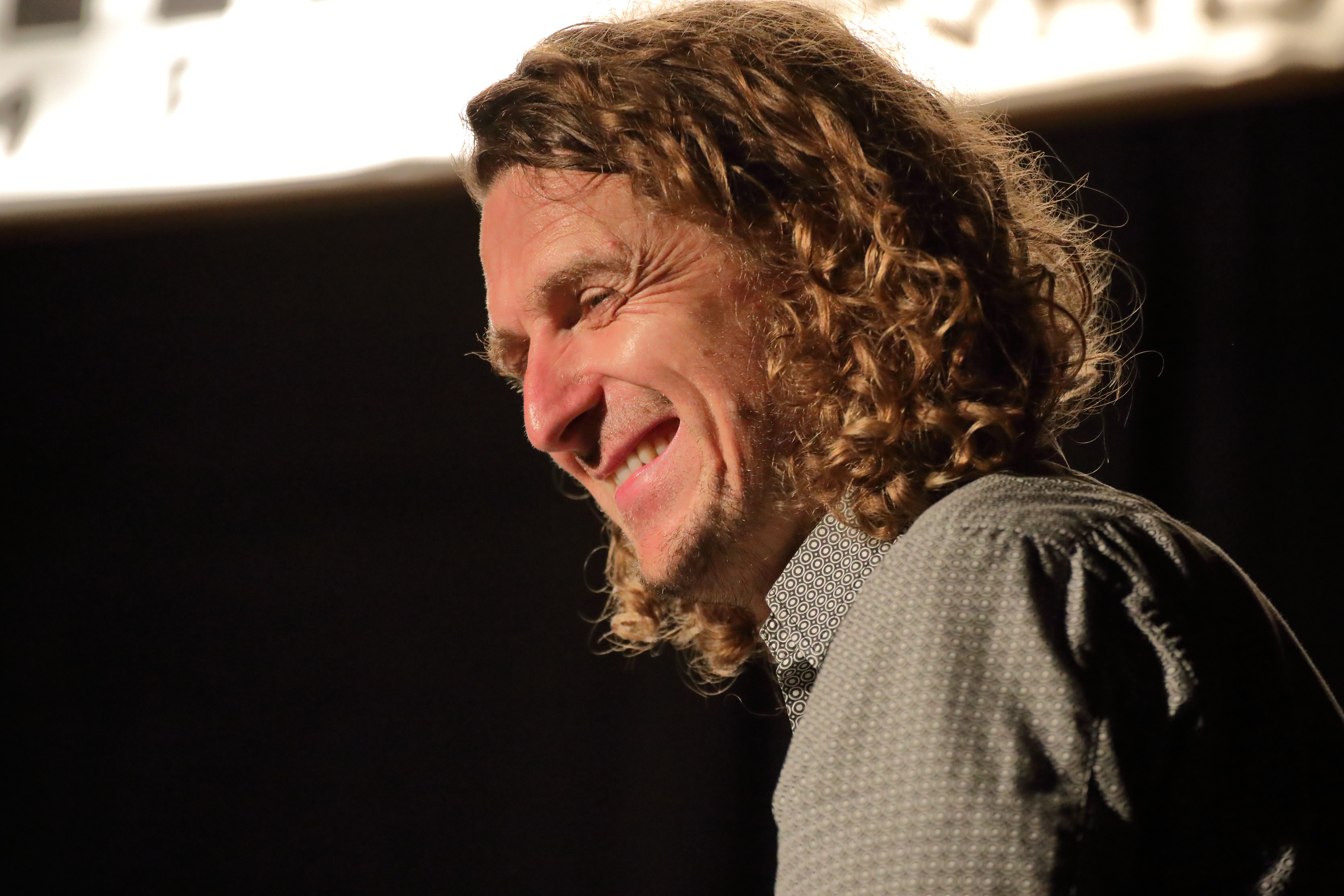
Mit David Helbock´s Random Control auf dem INNtöne Jazzfestival 2019

Johannes Bär (* 6. April 1983 in Andelsbuch) ist ein österreichischer Jazz- und Unterhaltungsmusiker (Trompete, Posaune, Euphonium, Bassflügelhorn, Tuba, Sousaphon, Gesang, Komposition, Arrangeur).

## Leben und Wirken
Bär, der aus einer Musikerfamilie stammt, versuchte bereits mit drei Jahren, Trompete zu spielen. Nach Unterricht beim Vater Rudolf, einem Hobbymusiker, hatte er mit fünf Jahren seinen ersten Auftritt bei der Vorarlberger Gruppe Familienmusik Bär. Diese widmete sich ab 1981 der traditionellen Volksmusik und bestand aus dem Vater Rudolf, seinen Geschwistern und ihm. Von 1992 bis 1996 wurde er durch Josef Eberle in der Musikschule Dornbirn ausgebildet. Danach studierte er bei Lothar Hilbrand am Vorarlberger Landeskonservatorium, wo er 2004 mit Auszeichnung abschloss. Dann absolvierte er ein klassisches Instrumentalstudium bei Hans Gansch am Mozarteum Salzburg. 
Während des Studiums spielte Bär im Universitätsorchester und den Ensembles Pro Brass, Sound Inn Brass und der Vorarlberger Gruppe Stella Brass, mit denen er zahlreiche Tourneen absolvierte und außer in Europa in Russland und Südostasien aufgetreten ist. Seit 2001 gehörte er zum Holstuonarmusigbigbandclub, für den er auch alle Arrangements schrieb, weiterhin zu voXXclub, zu Peter Madsens Formation CIA, zu Magnus Mehls Tiny Brass Band, zu Matthias Schriefls Six, Alps & Jazz und dessen Moving Krippenspielers, mit denen er auf je einer CD zu hören ist und zu David Helbocks Random/Control, mit der er seit den 2000er Jahren spielt und vier Alben veröffentlicht hat. 
Bär komponierte für das Universitätsorchester des Mozarteums ebenso wie für die Blaskapelle MaChlast. Auch vertonte er Gedichte des Vorarlberger Mundartdichters Gebhard Wölfle im Pop-Stil (erschienen 2005 auf der CD old bat nü).

## Preise und Auszeichnungen

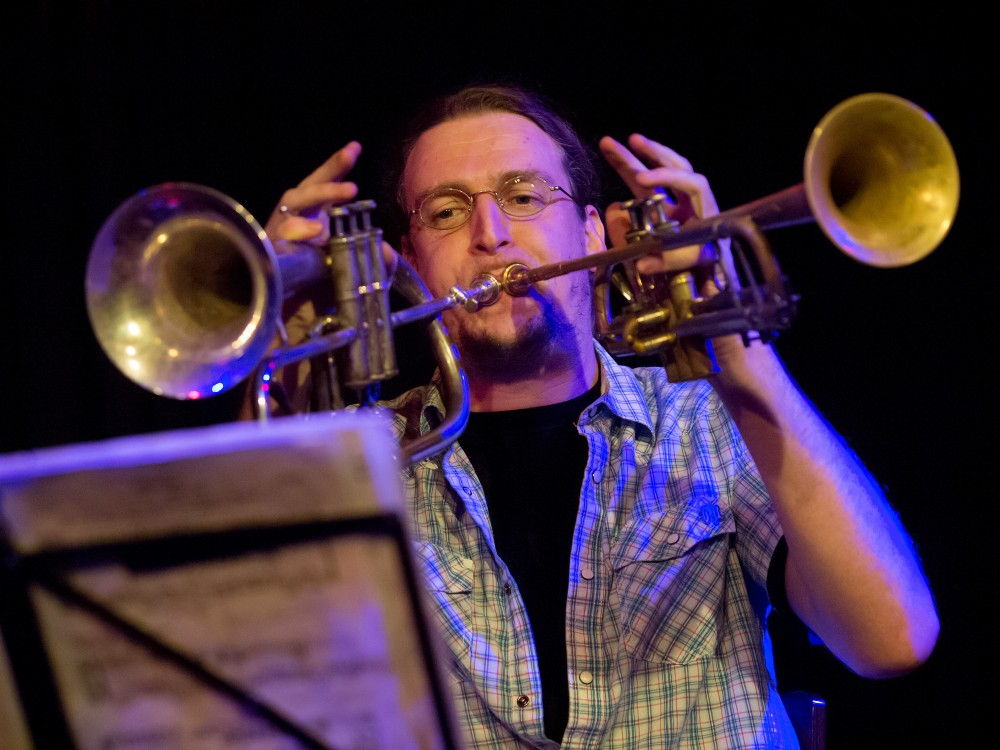
Johannes Bär (2012)

Bär hat zwischen 1995 und 2002 zahlreiche Erste Preise im Solo- und Ensemble-Spiel beim Wettbewerb Prima la musica gewonnen. 2017 wurde er zusammen mit Fabio Devigilli, Andreas Broger, Benjamin Omerzell, David Soyza, Veronika Morscher und Martin Grabher mit dem Kulturpreis des Landes Vorarlberg ausgezeichnet.

## Diskographische Hinweise
- Blechbaragge: Liebe Grüße vom Neusiedler See … (Boomslang 2022, mit Andreas Broger, Alfred Vogel)[4]
- Matthias Schriefl Moving Krippenspielers Vol. 1 (Resonando, Oktober 2019)
- David Helbocks Random/Control Tour d´Horizon (ACT 2018)
- VoXXclub Geiles Himmelblau (Rosenklang 2016)
- Matthias Schriefl Six, Alps & Jazz (ACT 2012)
- Holstuonarmusigbigbandclub Lieble (greenbee records 2011)
- Collective of Improvising Artists Thousand Miles Journey (Boomslang 2010, mit Anton Meusburger, Herbert Walser, Aleksandra Lartseva, Bianca Riesner, Norbert Dehmke, Andreas Broger, Alain Wozniak, Peter Madsen, David Helbock, Dominik Neunteufel, Marc Vogel, Alfred Vogel)[5]
- Holstuonarmusigbigbandclub Querschlager (2007)